# Adam Cole (wrestler)
Adam Cole, właśc. Austin Jenkins (ur. 5 lipca 1989 w Lancaster) – amerykański profesjonalny wrestler i aktor, obecnie występujący w federacji All Elite Wrestling (AEW). Jest głównie znany z występów w Ring of Honor (ROH), w którym jako pierwszy trzy razy zdobył ROH World Championship, a także raz zdobył ROH World Television Championship. Jest również znany z występów w New Japan Pro-Wrestling (NJPW).
Cole występował w wielu federacjach niezależnych, w tym w International Wrestling Cartel (IWC), Combat Zone Wrestling (CZW), w którym zdobył raz i był najdłużej panującym CZW World Junior Heavyweight Championem, Maryland Championship Wrestling (MCW), Northeast Wrestling i Pro Wrestling Guerrilla (PWG), gdzie raz zdobył PWG World Championship.

## Kariera profesjonalnego wrestlera

### Combat Zone Wrestling (2008–2013)
Jenkins był trenowany w akademii federacji Combat Zone Wrestling (CZW) przez DJ Hyde’a i Jona Dahmera. Zadebiutował w federacji jako Adam Cole podczas gali No Pun Intended z 21 czerwca 2008, kiedy to on i The Reason przegrali z GNC (Joem Gacym i Alexem Colonem). Następny raz wystąpił 13 września podczas gali Chri$ Ca$h Memorial Show, gdzie pokonał Tylera Veritasa. Cole rozpoczął rywalizację z drużyną GNC i walczył z nimi wraz z przeróżnymi partnerami. 12 października podczas gali Night of Infamy 7: Greed GNC pokonało Cole’a i HDTV w tag team matchu. Cole odniósł pierwsze zwycięstwo nad GNC na gali Cage of Death 10: Ultraviolent Anniversary z 13 grudnia kiedy on, Veritas i Cruz pokonali GNC i EMO w six-man tag team matchu.
W 2009 Cole regularnie współpracował z Tylerem Veritasem, między innymi wygrywając z nim gauntlet match podczas gali X: Decade of Destruction – 10th Anniversary z lutego. Miesiąc później wygrali cztero-drużynową z Jagged i Colem Callowayem, GNC i Team AnDrew (Andym Sumnerem i Drewem Gulakiem). Cole powrócił do CZW 8 sierpnia, gdzie z partnerem ponownie wygrali four-way tag team match. Podczas gali Down With the Sickness Forever z 13 września, Cole i Veritas przegrali z The Best Around (Bruce’em Maxwellem i TJ-em Cannonem) o CZW World Tag Team Championship. Przez resztę 2009 obaj skupiali się na solowych karierach; obaj wzięli udział w turnieju o nowo-wprowadzony CZW Wired TV Championship, gdzie Cole pokonał Alexa Colona i Richa Swanna, lecz w finale podczas gali Cage of Death 11 przegrał z Veritasem.

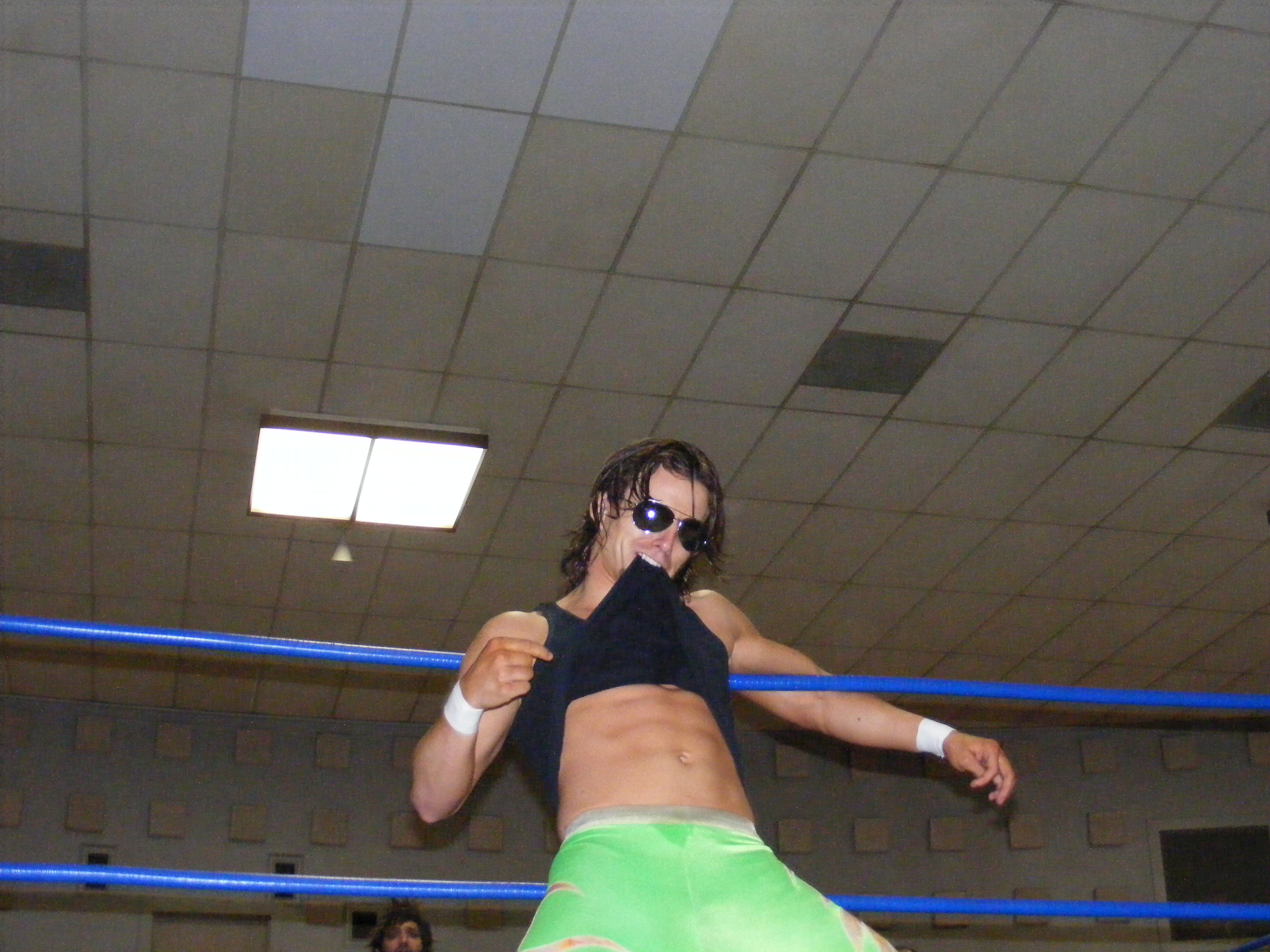
Cole pozujący na krawędzi ringu w 2010.

Podczas gali Walking on Pins and Needles z marca 2010, Cole zremisował czasowo z Sabianem. 10 kwietnia wyzwał go do walki o CZW World Junior Heavyweight Championship, lecz ich walka ponownie zakończyła się remisem czasowym. 8 maja Cole zdobył CZW World Junior Heavyweight Championship pokonując Sabiana i Ruckusa w three-way matchu na gali Fist Fight. Obronił mistrzostwo w walce z Ryanem Slaterem w czerwcu i sierpniu, a także z Blk Jeezem (Sabianem) we wrześniu. Podczas gali It's Always Bloody in Philadelphia z 9 października, Cole stał się antagonistą ze względu na atak na Veritasa, zaś tej samej nocy obronił tytuł w walce z AR Foxem. W listopadzie podróżował po Niemczech z federacją i obronił mistrzostwo w walce z Zackiem Sabrem Jr.. Miesiąc później jego menedżerką stała się Mia Yim, która pomogła mu obronić tytuł w dwóch walkach podczas gali Cage of Death XII.
Podczas gali Twelve: Anniversary z lutego 2011, Cole zakwalifikował się do turnieju Best of the Best X pokonując Pinkiego Sancheza. 9 kwietnia wygrał cały turniej pokonując Johnny’ego Gargano i Kyle’a O’Reilly’ego w three-way matchu w pierwszej rundzie, Zacka Sabre'a Jr. w półfinale, a także Samiego Callihana w finale. Cole rozpoczął współpracę z jego trenerem DJ Hyde’em, który pomógł mu obronić mistrzostwo w walce z Foxem w maju. Przez kolejne miesiące zdołał obronić tytuł w walkach z Jonathamem Greshamem, Chuckem Taylorem i AJ Curcio. 12 listopada 2011 utracił CZW World Junior Heavyweight Championship na rzecz Callihana pomimo interwencji ze strony Hyde’a i Yim; jego panowanie trwało 553 dni i było najdłuższe w historii tytułu.
Podczas gali An Excellent Adventure ze stycznia 2012 Cole zawalczył i przegrał z Devonem Moore'em o CZW World Heavyweight Championship. Współpraca Cole’a z Hyde’em zakończyła się podczas gali Best of the Best 11, kiedy to Hyde zaprezentował nowego protegowanego Tony’ego Nese'a, który pokonał Cole’a w singlowej walce. Cole i Hyde rozpoczęli krótką rywalizację, która obejmowała wzajemne ataki na siebie. W listopadzie 2012 Cole zaczął rywalizację z Samim Callihanem twierdząc, że zawsze był lepszy od niego. Cole pokonał Callihana w No Holds Barred matchu podczas gali Cage of Death 14: Shattered Dreams z 8 grudnia. 13 kwietnia 2013 po raz ostatni zawalczył z CZW, kiedy to ponownie pokonał Callihana.

### Federacje niezależne (2009–2017)

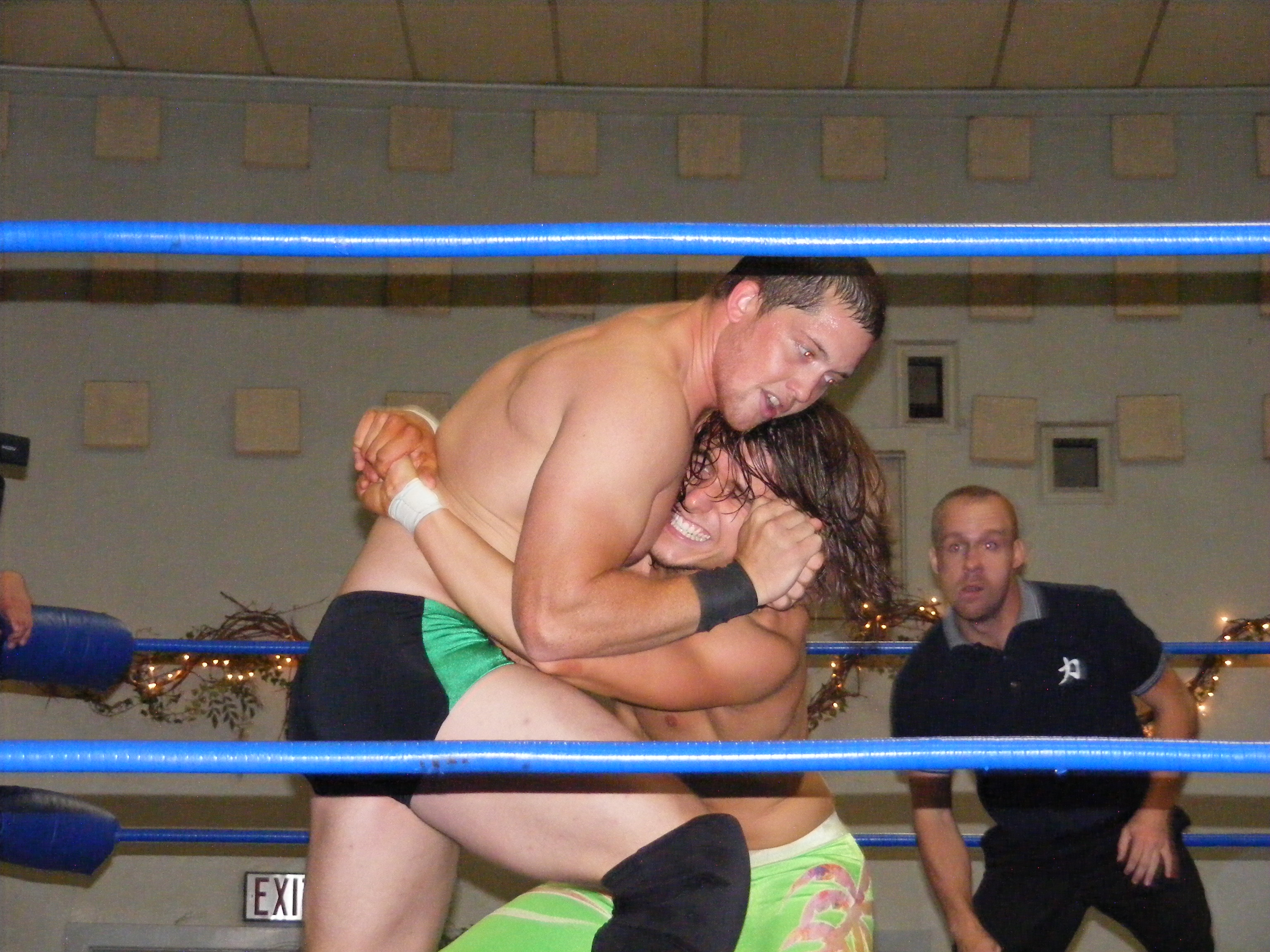
Cole (po prawej) walczący z Kyle’em O’Reillym (po lewej) w ćwierćfinale turnieju Young Lions Cup federacji Chikara.

7 sierpnia 2009 Adam Carelle pokonał Qenanna Creeda i zdobył MCW Rage Television Championship. Był w posiadaniu mistrzostwa przez kolejne cztery miesiące, po czym stracił je na rzecz Ryana McBride’a w dniu 26 grudnia. Po zmianie pseudonimu na Adam Cole odzyskał tytuł od McBride’a 27 lutego 2010. Cole stracił je 31 lipca na rzecz Cobiana, kiedy to on i Tommy Dreamer pokonali jego i Tylera Hiltona.
7 listopada 2009 Cole pokonał VSK i zdobył od niego WXW C4's Hybrid Championship. Tytuł stracił na rzecz Dave’a Rose’a 6 marca 2010.
20 i 21 listopada 2009 Cole pokonał DJ Hyde’a, Ryana McBride’a, „Mighty” Quinna Nasha i Erica Endersa wygrywając pierwszy 16-osobowy turniej Battle of Gettysburh federacji Ground Breaking Wrestling. Dzięki zwycięstwu zawalczył z mistrzem Gregiem Excellentem w kwietniu 2010, lecz walkę przegrał.
Cole zaczął występować w federacji Evolve w 2010, jego debiut odbył się 1 maja podczas gali Evolve 3: Rise Or Fall, gdzie przegrał z Samim Callihanem. Na gali Evolve 4 pokonał Johnny’ego Gargano, po czym wyzwał Jimmy’ego Jacobsa do walki na gali Evolve 5: Danielson vs. Sawa, którą Cole przegrał.
Cole pojawił się podczas nagrań gali Open the Freedom Gate federacji Dragon Gate USA (DGUSA) z 28 listopada 2009, gdzie podczas pre-show przegrał z Kyle’em O’Reillym. 24 lipca 2010 pojawił się podczas nagrań Enter the Dragon 2010 i wziął udział w czteroosobowej walce z Chuckiem Taylorem, Arikiem Cannonem i Ricochetem, którą wygrał Taylor.
28 sierpnia 2010 Cole wziął udział w turnieju Young Lions Cup federacji Chikara. Pokonał Kyle’a O’Reilly’ego w ćwierćfinale, lecz odpadł w półfinale w six-man elimination matchu będąc wyeliminowanym przez Obariyona.
30 kwietnia 2011 wziął udział w Super 8 Tournament 2011 federacji East Coast Wrestling Association, gdzie pokonał Samiego Callihana i Austina Ariesa, aczkolwiek w finale pokonał go Tommaso Ciampa. 30 listopada 2012 wygrał Premiere Wrestling Xperience's Heavyweight Championship, który stracił w lutym przyszłego roku.

### Ring of Honor (2009–2017)

#### Future Shock (2009–2012)
Cole zadebiutował w Ring of Honor (ROH) 28 lutego 2009, gdzie przegrał z Johnem Kermanem w Dark matchu przed nagraniami tygodniówek Ring of Honor Wrestling. Następnej nocy wystąpił w kolejnym dark matchu, gdzie wraz z Ninja Brownem zawalczył z Kermanem i Coreyem Abbottem, lecz walka zakończyła się bez rezultatu po ataku Dark City Fight Club (Kory'ego Chavisa i Jona Davisa) na uczestników. Ponownie pojawił się 26 lipca 2010 podczas tygodniówki Ring of Honor Wrestling i z Nickiem Westgatem przegrał z The Kings of Wrestling (Chrisem Hero i Claudiem Castagnolim).
23 sierpnia 2010 ROH ogłosiło podpisanie kontraktu z Colem. 2 sierpnia podczas nagrań Ring of Honor Wrestling został pokonany przez Mike’a Bennetta. Cole rozpoczął współpracę z nowym zawodnikiem ROH Kyle’em O’Reillym, gdzie 2 października pokonali Grizzly'ego Redwooda i Mike’a Sydala. Dwa tygodnie później ponieśli dwie porażki ze Steve’em Corino i Kevinem Steenem, a także z The All Night Express (Kennym Kingiem i Rhettem Titusem). 12 listopada Cole wziął udział w turnieju Survival of the Fittest 2010, gdzie pokonał Corino w pierwszej rundzie, lecz w finale został wyeliminowany jako drugi w sześcioosobowej eliminacyjnej walce. Cole zadebiutował na galach pay-per-view występując 18 grudnia podczas gali Final Battle; wspólnie z O’Reillym zostali pokonani przez All Night Express. 1 i 2 kwietnia na edycjach Chapter One i Chapter Two gali Honor Takes Center Stage, Cole i O’Reilly przegrali dwie walki z The Briscoe Brothers (Jayem i Markiem) oraz The Kings of Wrestling. 8 lipca 2011 drużyna pokonała Bravado Brothers stając się pretendentami do tytułów ROH World Tag Team Championship. 25 lipca Cole odnowił kontrakt z federacją. 13 sierpnia podczas nagrań Ring of Honor Wrestling drużyna zaczęła występować pod nazwą Future Shock.

#### Panowania mistrzowskie (2012–2015)

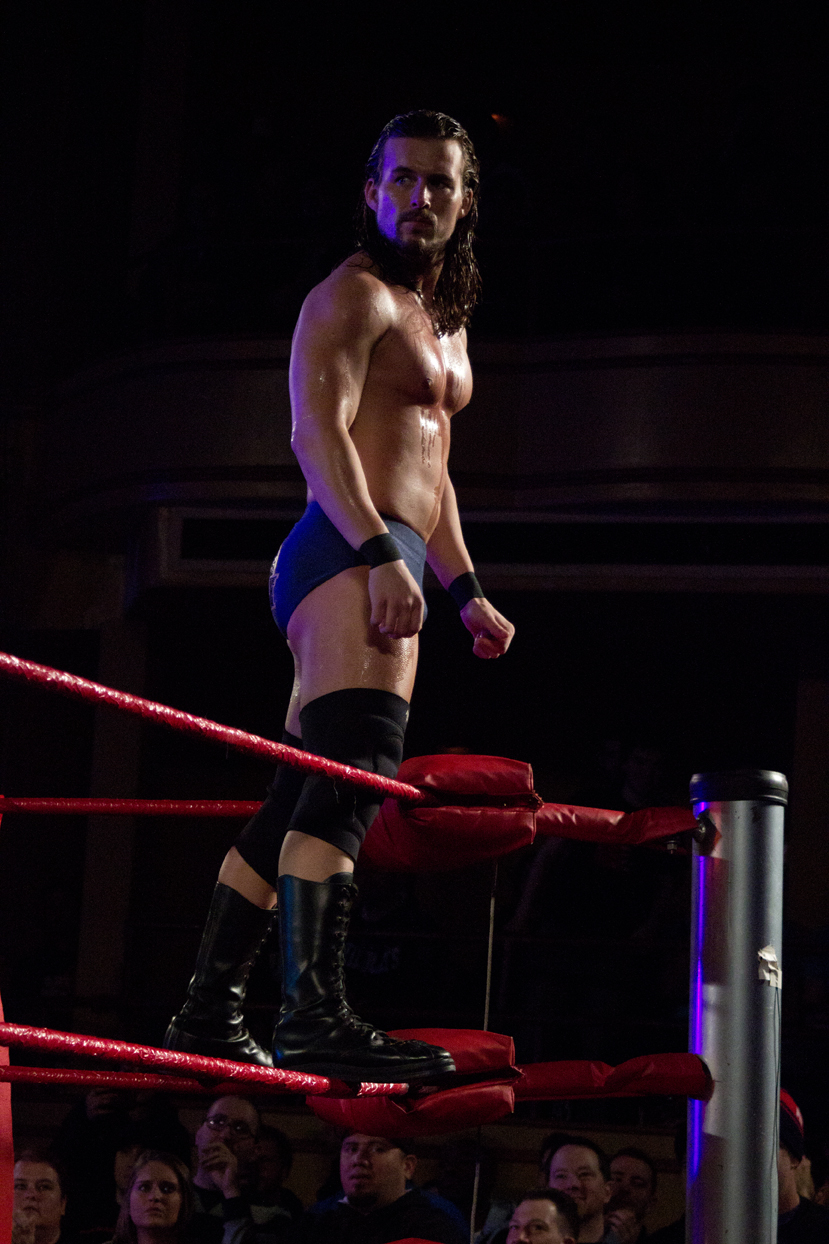
Cole podczas gali Supercard of Honor VII w kwietniu 2013.

7 stycznia 2012 podczas nagrań Ring of Honor Wrestling, Future Shock zostało rozwiązane i Cole uformował sojusz z Eddiem Edwardsem; wspólnie rywalizowali przeciwko O’Reilly'owi i Daveyowi Richardsowi. 4 marca podczas gali 10th Anniversary Show, Cole i Edwards pokonali O’Reilly’ego i Richardsa w walce wieczoru, gdzie Cole przypiął Richardsa, który był w posiadaniu ROH World Championship. 24 czerwca podczas gali Best in the World 2012: Hostage Crisis pokonał O’Reilly’ego w „Hybrid Rules” matchu, po czym chciał się pogodzić z byłym partnerem, lecz ten odrzucił propozycję. 29 czerwca Cole zdobył swoje pierwsze mistrzostwo w ROH pokonując Rodericka Stronga o ROH World Television Championship. 15 września na gali Death Before Dishonor X: State of Emergency skutecznie obronił mistrzostwo w walce z Mikiem Mondo, po czym skonfrontował się z Mattem Hardym. 13 października podczas gali Glory By Honor XI: The Unbreakable Hope ponownie obronił tytuł pokonując Eddiego Edwardsa. 16 grudnia na gali Final Battle 2012: Doomsday został pokonany przez Hardy’ego w walce bez mistrzostwa na szali. Panowanie Cole’a zakończyło się 2 marca 2013 podczas gali 11th Anniversary Show, gdzie utracił tytuł na rzecz Matta Tavena. 4 maja na gali Border Wars 2013 zawalczył z Jayem Briscoe o ROH World Championship, lecz pojedynek przegrał. 30 maja podpisał kolejny kontrakt z federacją.
Po zwakowaniu ROH World Championship, Cole wziął udział w turnieju wyłaniającego nowego mistrza. 27 lipca pokonał Marka Briscoe w pierwszej rundzie, tydzień później zdołał pokonać Jaya Lethala, zaś 20 września podczas gali Death Before Dishonor XI zdołał pokonać Tommaso Ciampę i Michaela Elgina w półfinale i finale turnieju, tym samym stając się nowym posiadaczem światowego tytułu. Po odebraniu pasa mistrzowskiego od Jaya Briscoe, Cole zaatakował jego i Elgina, tym samym stając się antagonistą. Na początku listopada odniósł wstrząśnienie mózgu, co wymagało przerwy od występów. 14 grudnia podczas gali Final Battle 2013 obronił tytuł w trzyosobowej walce z Briscoe i Elginem. Po walce Cole i Matt Hardy zostali zaatakowani przez powracającego Chrisa Hero, co doprowadziło do obrony Cole’a podczas gali 12th Anniversay Show z 21 lutego 2014, gdzie pokonał Hero. Rewanżowa walka odbyła się 8 marca, lecz Cole ponownie pokonał Hero w Ringmaster's Challenge matchu.
4 kwietnia podczas gali Supercard of Honor VIII, Cole pokonał Jaya Briscoe w ladder matchu i stał się niekwestionowanym ROH World Championem, gdyż uprzednio Briscoe uważał się za właściwego mistrza. W maju 2014 wziął udział w galach współprodukowanych przez ROH i New Japan Pro-Wrestling (NJPW), podczas których obronił mistrzostwo w walce z Kevinem Steenem (gala Global Wars 2014) i z Jushinem Thunder Ligerem (gala War of the Worlds). W czerwcu obronił tytuł w walkach z ACH i Tommaso Ciampą. 22 czerwca podczas gali Best in the World 2014, Cole utracił ROH World Championship na rzecz Michaela Elgina, tym samym kończąc jego 275-dniowe panowanie. 8 listopada Cole wygrał turniej Survival of the Fittest 2014. 7 grudnia podczas gali Final Battle 2014 Cole przegrał z Jayem Briscoe o ROH World Championship. Tydzień później Cole ujawnił, że odniósł kontuzję ramienia, co wymagało operacji.
Cole powrócił 12 maja 2015 podczas pierwszej nocy gali War of the Worlds '15 przegrywając z A.J. Stylesem. Cole zaczął zwiastować przywrócenie współpracy z Kyle’em O’Reillym, lecz 18 września podczas gali All Star Extravaganza VII odwrócił się od O’Reilly’ego i przeszkodził w jego walce o ROH World Championship.

#### Bullet Club (2016–2017)
8 maja 2016 podczas gali Global Wars, Cole przyłączył się do grupy Bullet Club i pomógł członkom stajni zdominować ring pod koniec show. 16 czerwca podczas gali Best in the World, Cole i The Young Bucks uformowali podgrupę The Superkliq, po czym pokonali War Machine i Moose'a. 19 sierpnia podczas gali Death Before Dishonor XIV Cole pokonał Jaya Lethala i zdobył ROH World Championship drugi raz w karierze. Celebrację w ringu przerwał powracający Kyle O’Reilly, który zaatakował nowego mistrza. 2 grudnia podczas gali Final Battle 2016 utracił tytuł na rzecz O’Reilly’ego, lecz 4 stycznia 2017 podczas gali Wrestle Kingdom 11 odzyskał tytuł od O’Reilly’ego; dzięki zwycięstwu stał się pierwszym trzykrotnym mistrzem w historii. 10 marca 2017 podczas gali 15th Anniversary Show utracił tytuł na rzecz Christophera Danielsa, kiedy to nowy członek Bullet Club i przyjaciel Daniela Frankie Kazarian odwrócił się od Cole’a. Od początku 2017 Cole zaczął kłócić się z członkami Bullet Club Kennym Omegą i The Young Bucks. 11 marca Cole próbował zwolnić Young Bucks z ugrupowania, lecz obaj oświadczyli, że to Omega jest liderem stajni. Pomimo tego Cole pozostał członkiem Bullet Clubu. 1 maja ogłoszono, że kontrakt ROH z Colem został zakończony i jest on wolnym agentem. 12 maja podczas trzeciej nocy gali War of the Worlds 2017, Cole został pokonany przez Hiroshiego Tanahashiego w singlowej walce. Po walce Kenny Omega i Young Bucks zaatakowali Cole’a i wyrzucili z Bullet Clubu na rzecz Marty’ego Scurlla. Dwa dni później Cole został pokonany przez Scurlla w jego ostatniej walce w Ring of Honor.

### Pro Wrestling Guerrilla (2011–2017)
Cole zadebiutował w Pro Wrestling Guerrilla (PWG) 22 października 2011, gdzie wraz z Kyle’em O’Reillym wystąpili jako Future Shock i przegrali walkę z The Young Bucks o PWG World Tag Team Championship. Future Shock zostało pokonane przez RockNES Monsters (Johnny’ego Goodtime'a i Johnny’ego Yumę) podczas tygodniówki Fear z 10 grudnia. 21 kwietnia 2012 wzięli udział w corocznym turnieju Dynamite Duumvirate Tag Team Title Tournament (DDT4), gdzie dotarli do półfinału, jednakże przegrali z ostatecznymi zwycięzcami The Super Smash Bros. (Playerem Uno i Stupefiedem). 21 lipca podczas 9th Anniversary Show Future Shock i The Young Bucks przegrali z Super Smash Bros. o PWG World Tag Team Championship w three-way ladder matchu. 1 września Cole wziął udział w turnieju Battle of Los Angeles 2012, w którym po pokonaniu El Generico w pierwszej rundzie, Cole przeszedł do ćwierćfinałów i pokonał tam Eddiego Edwardsa. Cole wygrał cały turniej pokonując Sami'ego Callihana w półfinale oraz Michaela Elgina w finale, tym samym stając się również pretendentem do tytułu PWG World Championship. Po walce zaatakował panującego mistrza Kevina Steena i opuścił arenę z jego tytułem.
1 grudnia Cole pokonał Steena w Guerrilla Warfare matchu i stał się nowym posiadaczem PWG World Championship. 12 stycznia 2013 wraz z Kyle’em O’Reillym wziął udział w turnieju Dynamite Duumvirate Tag Team Title Tournament 2013, gdzie w półfinale odpadli będąc pokonanym przez El Generico i Kevina Steena. 23 marca Cole obronił PWG World Championship w walce z Drakem Youngerem, a także 16 czerwca w 60-minutowym Iron Man matchu z Samim Callihanem. Dwa miesiące później podczas 10th Anniversary Show, Cole obronił tytuł w three-way Guerrilla Warfare matchu z Youngerem i Steenem. 31 sierpnia uformował antagonistyczną grupę „The Mount Rushmore of Wrestling”, gdzie on, Steen i The Young Bucks zaatakowali zwycięzcę Battle of Los Angeles 2013 Kyle’a O’Reilly’ego, Candice LeRae, Joeya Ryana i sędziego Ricka Knoxa. 19 października Cole pokonał O’Reilly’ego, broniąc tytułu, zaś 20 i 21 grudnia pokonał Chrisa Hero i Johnny’ego Gargano. 31 stycznia 2014 stał się najdłużej panującym mistrzem w historii PWG, gdzie jego panowanie trwało już 426 dni. 28 marca obronił mistrzostwo w walce z żeńską wrestlerką Candice LeRae. Panowanie Cole’a zakończyło się 23 maja 2014, kiedy to stracił tytuł na rzecz O’Reilly’ego w „Knockout or Submission Only” matchu.
11 grudnia 2015 Cole bez zapowiedzi powrócił do PWG, gdzie dołączył do Rodericka Stronga, Super Dragona i The Young Bucks formując Mount Rushmore 2.0. 19 maja 2017 Cole zawalczył w ostatniej walce dla PWG i został pokonany przez Samiego Callihana.

### New Japan Pro-Wrestling (2014–2017)
Z powodu współpracy ROH z New Japan Pro-Wrestling (NJPW), Cole zadebiutował w Japonii 10 sierpnia 2014 podczas gali w Tokorozawie i wraz z członkiem grupy Kingdom, Michaelem Bennettem, pokonał Captain New Japana i Jushina Thunder Ligera w tag team matchu.
Cole powrócił do NJPW 22 września 2016. Reprezentując grupę Bullet Club obronił swój ROH World Championship w walce z Willem Ospreayem podczas gali Destruction in Hiroshima. Trzy dni później podczas gali Destruction in Kobe Cole i The Young Bucks zostali pokonani przez Davida Finlaya, Ricocheta i Satoshiego Kojimę w walce o zawieszone NEVER Openweight 6-Man Tag Team Championship. Krótko po gali profil Cole’a ze strony NJPW został usunięty.

### WWE

#### NXT (od 2017)
W lutym 2017 Jenkins wziął udział w tryoutach federacji WWE mających miejsce w WWE Performance Center na Florydzie. Cole zadebiutował w rozwojowym brandzie NXT 19 sierpnia podczas gali NXT TakeOver: Brooklyn III, gdzie wspólnie z Bobbym Fishem i Kyle’em O’Reillym zaatakował nowego NXT Championa Drewa McIntyre'a. We wrześniu Cole, Fish i O’Reilly zaczęli występować jako trio „The Undisputed Era” do którego później dołączył Roderick Strong. 27 września podczas tygodniówki NXT wygrał swoją pierwszą telewizyjną walkę z Erikiem Youngiem reprezentującym grupę Sanity. Wskutek rywalizacji The Undisputed Ery, Sanity i The Authors of Pain, generalny menedżer brandu NXT William Regal ogłosił walkę wieczoru podczas gali NXT TakeOver: WarGames, którym był WarGames match; pojedynek wygrał Cole, Fish i O’Reilly.

## Życie prywatne
Jenkins ma młodszego brata. Jego rodzice rozwiedli się, gdy miał dziesięć lat. Za inspiratora uznaje Shawna Michaelsa. W dzieciństwie brał udział w karate, lubi płetwonurkowanie. Jest w związku z profesjonalną wrestlerką Britt Baker.

## Styl walki
- Finishery

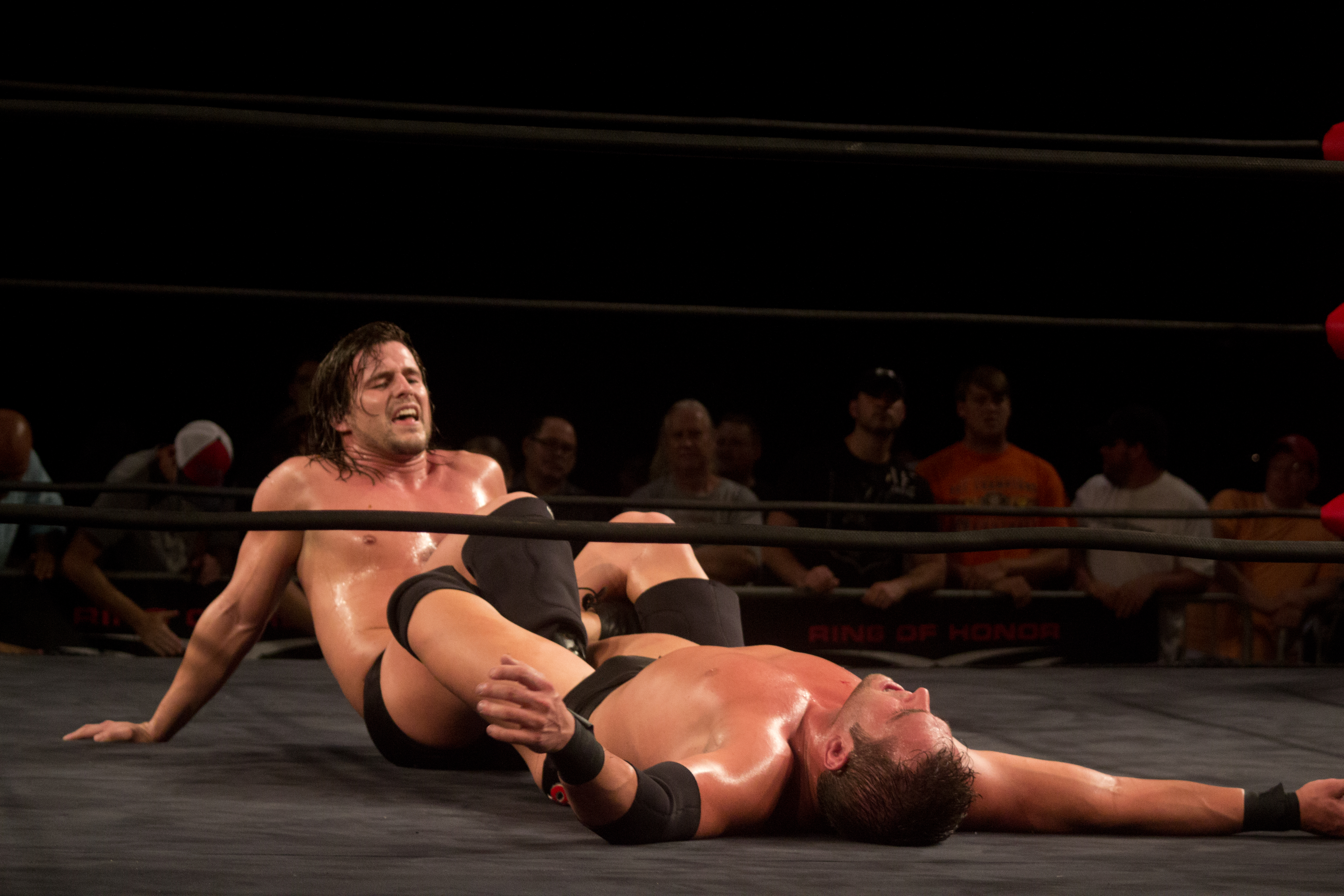
Cole aplikujący figure-four leglock na Rodericku Strongu.

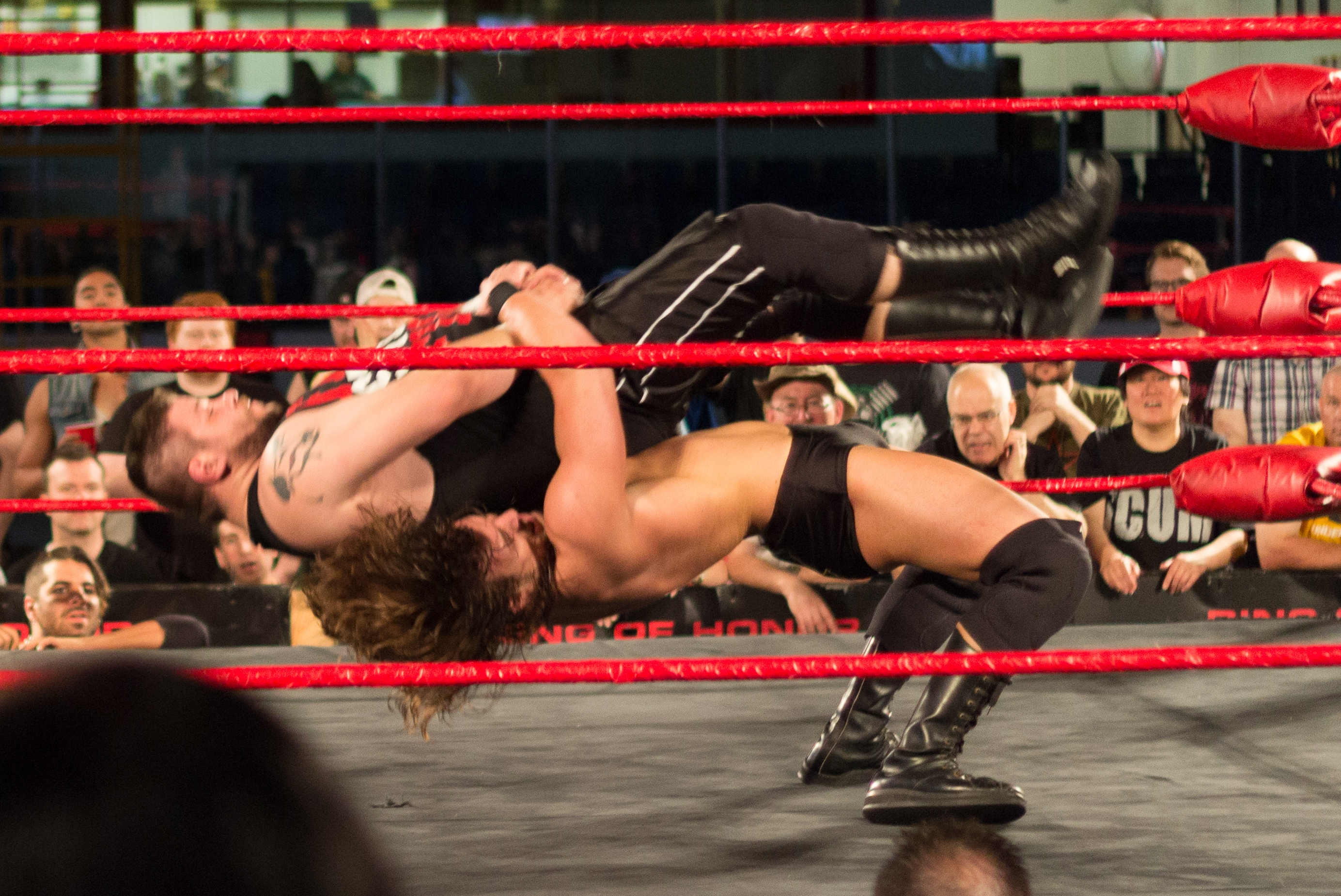
Cole wykonujący Florida Key na Kevinie Steenie.

  - Corona Crash (Inverted DDT)[2][147] – 2011–2012
  - Figure-four leglock[122][148]
  - Florida Key (Bridging cross-armed suplex)[149][150][151]
  - Last Shot[105] (Brainbuster w swoje kolano)[152][153][154]
  - Panama Sunrise[4] (Diving front flip piledriver)[2][7]
  - Shining wizard[155][156][157] – NXT; wcześniej używany jako zwykły ruch
- Inne ruchy
  - Coleateral[2][4] (Scoop brainbuster)[7]
  - Diving crossbody[4][6]
  - Fireman's carry neckbreaker[158][159][160][161]
  - German suplex[2]
  - Wariacje kopnięć
    - Corona Kick (Running single leg drop)[7] – 2011–2012
    - Enzuigiri[6]
    - Gamengiri (Jumping high kick)
    - Superkick[2]

  - Wheelbarrow z podniesieniem i upuszczeniem w double knee backbreaker[2]
  - Superplex
- Menedżerowie
  - Mia Yim[147]
  - Kyle O’Reilly
  - Bobby Fish
  - Roderick Strong
- Przydomki
  - „The One”[162]
  - „The Panama City Playboy”[2]
  - „The Industry Ruler”
  - „The Best Damn Pro Wrestler on the Planet”
- Motywy muzyczne
  - „Faithless” ~ Injected[4]
  - „Break Anotha” ~ Blake Lewis[2]
  - „Get Off The Stoves” ~ The Stoves[2]
  - „Whatta Man” ~ Salt-n-Pepa[122]
  - „Something for You” ~ David Rolfe
  - „Shot'Em” ~ [Q]Brick (używany podczas członkostwa w grupie Bullet Club)[163]
  - „Adam Cole Bay-Bay” ~ Yonosuke Kitamura[164]
  - „Undisputed” ~ CFO$ (NXT; od 20 września 2017; używany podczas członkostwa w grupie The Undisputed Era)

## Mistrzostwa i osiągnięcia
- Combat Zone Wrestling

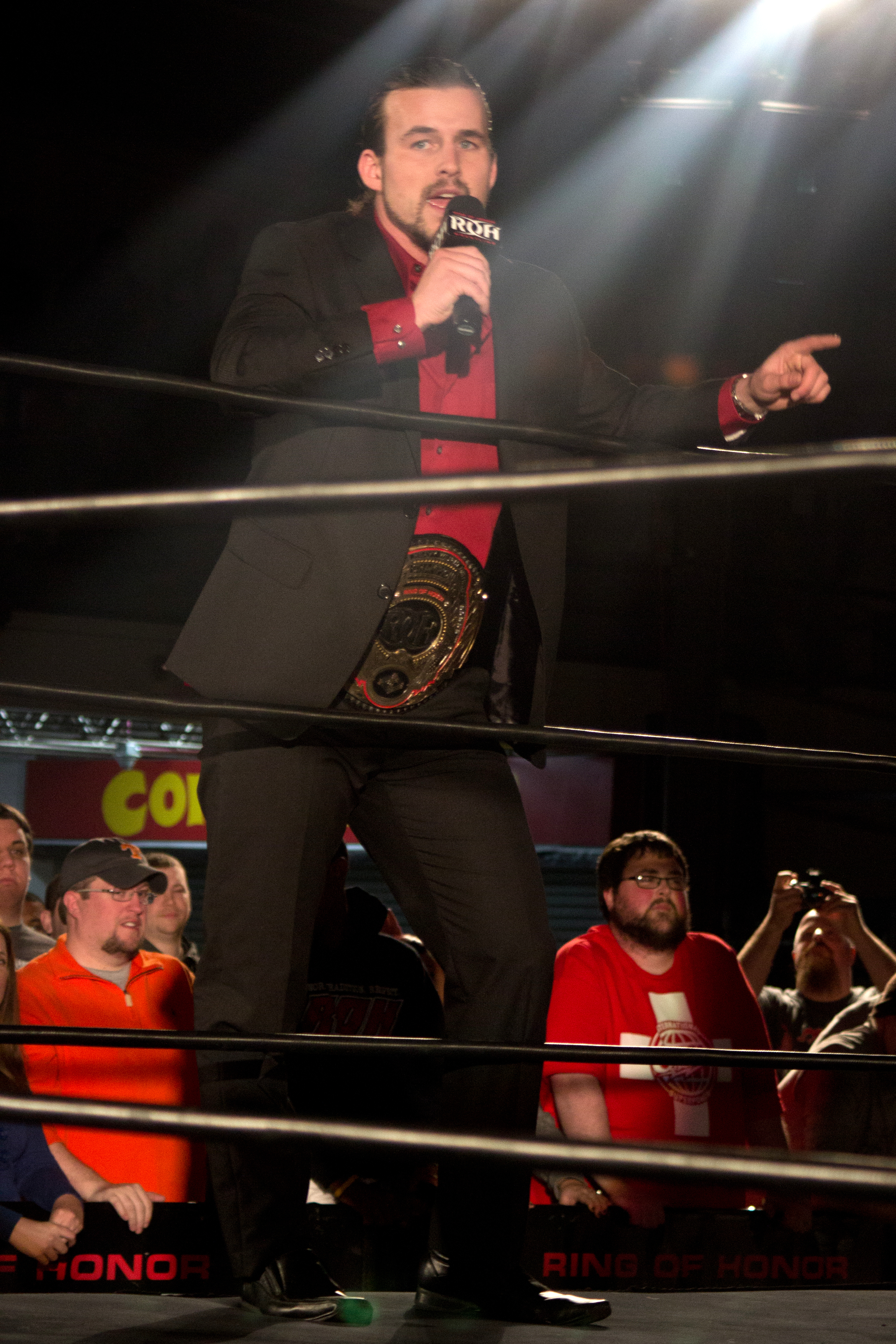
Cole jest rekordowo trzykrotnym posiadaczem ROH World Championship.

  - CZW World Junior Heavyweight Championship (1 raz)[4][22]
  - Best of the Best X (2011)[31]
- Dreams Fighting Entertainment/World Wrestling League
  - DFE Openweight Championship/WWL Heavyweight Championship (1 raz)[165]
- Eastern Wrestling Alliance
  - EWA Cruiserweight Championship (1 raz)[166]
- Ground Breaking Wrestling
  - Battle of Gettysburg (2009)[167]
- International Wrestling Cartel
  - IWC Super Indy Championship (1 raz)[168]
  - Super Indy 16 (2017)[168]
- Maryland Championship Wrestling
  - MCW Rage Television Championship (2 razy)[45]
  - Shane Shamrock Memorial Cup (2012)[169]
- New Horizon Pro Wrestling
  - NHPW Art of Fighting Championship (1 raz)[170]
- Premiere Wrestling Xperience
  - PWX Heavyweight Championship (1 raz)[59]
- Preston City Wrestling
  - PCW Cruiserweight Championship (1 raz)[171]
- Pro Wrestling Guerrilla
  - PWG World Championship (1 raz)[123]
  - Battle of Los Angeles (2012)[122]
- Pro Wrestling Illustrated
  - PWI umieściło go na 9. miejscu w top 500 wrestlerów rankingu PWI 500 w 2014[172]
- Pro Wrestling World-1
  - World-1 North American Championship (1 raz)[173]
  - Shinya Hashimoto Memorial Cup (2010)[174]
- Real Championship Wrestling
  - RCW Cruiserweight Championship (1 raz)[166]
  - RCW Tag Team Championship (1 raz) – z Devonem Moore'em[166]
- Ring of Honor
  - ROH World Championship (3 razy)[86][105][107]
  - ROH World Television Championship (1 raz)[175]
  - ROH World Championship Tournament (2013)[86]
  - ROH World Tag Team Championship No. 1 Contender Lottery Tournament (2011) – z Kyle’em O’Reillym[176]
  - Survival of the Fittest (2014)[98]
- SoCal Uncensored
  - Walka roku (2012) z Kyle’em O’Reillym vs. Super Smash Bros. (Player Uno i Stupefied) i The Young Bucks z 21 lipca[177]
  - Walka roku (2016) z The Young Bucks (Mattem i Nickiem Jacksonem) vs. Matt Sydal, Ricochet i Will Ospreay z 3 września[178]
  - Wrestler roku (2013)[179]
- WrestleCircus
  - Big Top Tag Team Championship (1 raz) – z Brittem Bakerem[180]
- Wrestling Observer Newsletter
  - 5-Star Match (2016) z The Young Bucks (Mattem i Nickiem Jacksonem) vs. Matt Sydal, Ricochet i Will Ospreay z 3 września[181]
  - Najlepszy debiutant (2010)[182]
- WXW C4
  - WXW C4 Hybrid Championship (1 raz)[46]

World Wrestling Entertainment
- Mistrzostwo NXT North American
- Mistrzostwo NXT
- Wybrany najlepszym wrestlerem NXT 2019 roku